# Minamoto no Saneakira
Minamoto no Saneakira (源 信明) (910–970)  est un poète de waka du milieu de l'époque de Heian et un noble japonais. Avec son père Minamoto no Kintada, il fait partie de la liste des trente-six grands poètes. 
Les poèmes de Kintada sont inclus dans les anthologies impériales de poésie dont le Goshūi Wakashū. Il existe aussi une collection personnelle appelée Saneakirashū (信明集). 